# 静岡市立井宮小学校
静岡市立井宮小学校（しずおかしりつ いのみやしょうがっこう）は、静岡県静岡市葵区平和一丁目にある公立小学校。なお「井宮」を称しているが、所在地・学区ともに同市葵区井宮町域には含まれていない。

## 沿革
- 1935年（昭和10年）4月1日 - 「静岡市井宮尋常小学校」として静岡市籠上新田124番地の1（現在地）に開校[2]。
- 1941年（昭和16年）4月1日 - 国民学校令施行により静岡市井宮国民学校に改称[2]。
- 1947年（昭和22年）4月1日 - 静岡市立井宮小学校に改称[2]。
- 1955年（昭和30年）1月3日 - 創立20周年行事、記念式、校歌制定、記念号「いのみや」発行（1号）。
- 1966年（昭和41年）2月14日 - 創立30周年記念式典。
- 1975年（昭和50年）3月1日 - 創立40周年記念行事、記念式、記念講演、記念植樹。
- 1985年（昭和60年）3月2日 - 50周年記念式、記念講演会。
- 1994年（平成6年）11月22日 - 創立60周年記念体育館グランドピアノ寄贈（PTA）。
- 1995年（平成7年）3月4日 - 創立60周年記念式典。

## 通学区域
葵区

| - 籠上 - 桜町一丁目 - 新伝馬一丁目・二丁目のそれぞれ一部 | - 辰起町 - 平和一～三丁目 - 美川町 |

## アクセス
- しずてつジャストライン井の宮線・西ヶ谷線 「平和町」停留所から、徒歩5分

## 著名な出身者
- 勝山基弘（写真家）